# Schefflera multifoliolata
Schefflera multifoliolata är en araliaväxtart som beskrevs av Elmer Drew Merrill. Schefflera multifoliolata ingår i släktet Schefflera och familjen araliaväxter. IUCN kategoriserar arten globalt som starkt hotad.
Artens utbredningsområde är Sumatera. Inga underarter finns listade.